# Tanguy Ringoir
Tanguy Ringoir (* 29. Juni 1994 in Wetteren) ist ein belgischer Schachspieler.
Die belgische Einzelmeisterschaft konnte er dreimal gewinnen: 2012, 2013 und 2016. Er spielte für Belgien bei zwei Schacholympiaden: 2012 und 2014, außerdem nahm er einmal an den europäischen Mannschaftsmeisterschaften (2013) teil.
In Belgien spielte er in der Interclubs zwischen 2006 und 2014 für den KSK 47 Eynatten, Vliegend Peerd Bredene, Koninklijke Brugse Schaakkring, Cercle d’Échecs Fontainois und Schachfreunde Wirtzfeld. In der United States Chess League 2014 spielte er am zweiten Brett der Baltimore Kingfishers.
| Hier fehlt eine Grafik, die leider im Moment aus technischen Gründen nicht angezeigt werden kann. Wir arbeiten daran! |